# Cova de Son Taixaquet d'en Toni
La cova de Son Taixaquet d'en Toni és una gran cova artificial subterrània de la cultura talaiòtica situada en una segregació de la possessió de Son Taixaquet, al municipi de Llucmajor, Mallorca.
Actualment la cova es troba en part enfonsada perquè els seus constructors només deixaren un gruix al sostre de menys de mig metre. Sembla un grup de coves que envolten un pati central, si bé, el pati central és la part de la cova enfonsada. La superfície total és d'uns 100 m². Dues de les seves sales tenen columnes exemptes i de la tercera sala queden poques restes. Fou excavada entre 1915 i 1925 per l'arqueòleg català Josep Colominas i Roca, que hi trobà aixovars funeraris que es troben al Museu d'Arqueologia de Catalunya (Barcelona). Les troballes són de cultures heterogènies, totes elles anteriors a la romanització.